# هيروشي هارا (مهندس معماري)
هيروشي هارا (باليابانية: 原広司؛ بالكانا: はら ひろし) هو مهندس معماري ياباني، ولد في 9 سبتمبر 1936 في كاواساكي في اليابان.